# Renault Type PI
Der Renault Type PI war ein Personenkraftwagenmodell der Zwischenkriegszeit von Renault. Er wurde auch 18/22 CV genannt.

## Beschreibung
Die nationale Zulassungsbehörde erteilte am 15. Mai 1926 seine Zulassung. Vorgänger war der Renault Type MG. Im gleichen Jahr endete die Produktion ohne Nachfolger.
Der wassergekühlte Sechszylindermotor mit 85 mm Bohrung und 140 mm Hub hatte 4766 cm³ Hubraum. Die Motorleistung wurde über eine Kardanwelle an die Hinterachse geleitet. Die Höchstgeschwindigkeit war je nach Übersetzung mit 52 km/h bis 70 km/h angegeben.
Das Fahrgestell hatte die Maße 368 cm Radstand und 144 cm Spurweite. Es wog 1600 kg. Der Wendekreis war mit 15 bis 16 Metern angegeben. Zur Wahl standen Tourenwagen und Limousine. Der Preis für ein Fahrgestell betrug im November 1926 70.000 Franc.
Eine Variante stellte der Renault Type PZ dar.